# 莫永清
莫永清（1952年10月—），男，汉族，广西合浦人，中华人民共和国政治人物。广西师范学院（现广西师范大学）中文大专班中文专业毕业，中共中央党校领导干部函授本科班经济管理专业在职大学学历。

## 生平
1971年8月参加工作。1972年6月加入中国共产党。历任广西南宁市委秘书长、市委常委、市委副书记；自治区纪委常委、副书记，自治区监察厅厅长；桂林市委副书记、市长，市委书记、市人大常委会主任；自治区人民检察院党组副书记、副检察长等职。2008年1月当选广西壮族自治区第十一人大常委会副主任。2016年1月，不再担任广西壮族自治区人大常委会副主任。